# Людоговський Олексій Петрович
Олексій Петрович Людоговський (1840—1882) — агроном, професор Петровської землеробської академії.

## Біографія, роботи

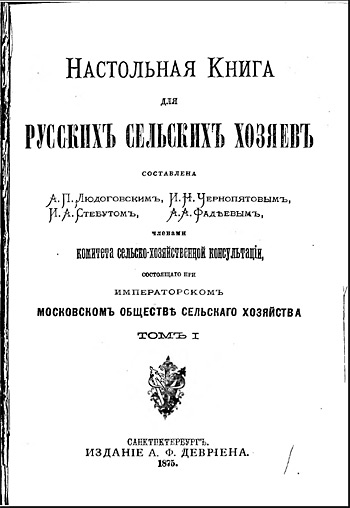
Титульний лист [https://dlib.rsl.ru/viewer/01003885005#?page=1 1-го тому «Настільної книги для російських сільських господарів»

Походив з дворянського роду Людоговських.
У 1861 році закінчив Горигорецький землеробський інститут зі ступенем агронома і був визначений рахунковим чиновником в Московський загін рівняння грошових зборів з державних селян. У 1861-1864 роках викладав у Московській землеробській школі. За дорученням московського губернського статистичного комітету проводив сільськогосподарські дослідження в Московській губернії, результати яких були опубліковані в «Московських губернських відомостях» (1863. — № 31-34, 37, 38, 51-60) та увійшли до «Збірника матеріалів для вивчення Москви і Московської губернії» (М., 1864) та в книгу «Матеріали для сільськогосподарського опису Московської губернії» (М., 1864).
У березні 1864 року був призначений люстратором в Ковенській люстраційній комісії. З квітня 1864 року до травня 1865 року був приват-доцентом Горигорецького землеробського інституту. У березні 1865 року він був призначений помічником директора Департаменту сільського господарства.
У 1867 році почав викладати на кафедрі землеробства Петербурзького землеробського інституту.
У 1870 році за дисертацію «Соняшник. Прийняття, розподіл і рух мінеральних поживних речовин в зв'язку з утворенням органічної речовини» був удостоєний фізико-математичним факультетом Петербурзького університету ступеня магістра сільського господарства. З травня 1870 року — екстраординарний професор Петровської землеробської академії; з лютого — ординарний професор кафедри сільськогосподарської економії. Викладав до травня 1876 року, коли був змушений піти у відставку за станом здоров'я (страждав паралічем правої половини тіла та розладом мови). У цей період ним були видані «Основи сільськогосподарської економії та сільськогосподарського рахівництва. Досвід керівництва для практичних господарів, землеробських і реальних училищ і допомога при заняттях студентів вищих навчальних закладів» (СПб.: А. Ф. Даврієн, 1875. — 488 с.) — книга, яка протягом тривалого часу була єдиним російськомовним керівництвом з сільськогосподарської економії. У цій книзі Людоговський розробив вчення про системи господарства, які він визначав як «рід і спосіб з'єднання якісно і кількісно: землі, праці і капіталу»; головними ознаками, за якими розрізнялися системи господарств, він вважав ступінь інтенсивності господарства, способи визначення родючості ґрунтів, стан скотарства, співвідношення в господарстві земель, зайнятих кормовими і товарними культурами. Вчення Людоговского про системи господарства отримало подальший розвиток у працях Б. Д. Бруцкуса, В. А. Стебута, О. Н. Челінцева та ін.
Людоговський разом з професорами І. М. Черноп'ятовым, В. А. Стебутом та А. А. Фадєєвим брав участь у складанні «Настільної книги для російських сільських господарів» (тт. 1-2. — СПб., 1875-1876). Крім того А. П. Людоговський друкував статті сільськогосподарської тематики в журналі «Сільське господарство і Лісівництво», в «Працях Вільно-економічного Товариства», в «Хліборобській Газеті» та ін. В 1871 році був співредактором журналу «Російське сільське господарство».
Помер у Москві від паралічу 11 (23) лютого 1882 року.

## Цікаві факти
В одному з листів до матері (від 7 лютого 1898 року) Володимир Ленін просить дістати йому через Надію Крупську книги, серед іншого — «Людоговський. ...(? „Основи сільськогосподарської економії“? Або щось в цьому роді. Не пам'ятаю точно назви. Книга 70-х років)». Незабаром Крупська пише Марії Ульяновій : «Володін списочок я передала одному знайомому, він обіцяв дістати все, крім Людоговського (це бібліографічна рідкість) і економічного журналу».